# Quelli che... (album)
Quelli che... è il settimo album in studio di Enzo Jannacci, il primo dei quattro realizzati per l'Ultima Spiaggia.

## L'album
Quelli che... fu registrato nel gennaio 1975 negli studi Regson di Milano; il tecnico del suono è Gianluigi Pezzera, e la copertina del disco è di Cesare Montalbetti. È il primo disco di Jannacci a racchiudere alcuni brevi monologhi (di cui uno in coppia con il telecronista sportivo Beppe Viola). Nello stesso mese fu anche pubblicato un 45 giri contenente Quelli che... con un testo diverso dalla versione dell'album, mentre il retro, El me indiriss, è cantata in italiano (mentre nell'album è in dialetto milanese); questa canzone racconta di un ricordo d'infanzia del cantautore.
Anche Vincenzina e la fabbrica era stata pubblicata su 45 giri qualche mese prima, in una versione con un arrangiamento totalmente diverso rispetto a quella dell'album. Il bonzo era già stata incisa da Dario Fo nel 1968, con il titolo Ora importa anche a me della mia libertà, ed era tratta dallo spettacolo di Georges Michel con regia di Fo La passeggiata della domenica. Il bonzo è ispirata alla morte di Thích Quảng Đức. L'arcobaleno era già stata incisa nel 1969 da Cochi e Renato, con un testo leggermente diverso (scritto dai due comici) e con il titolo La domenica.
Nove di sera è una traduzione di Sergio Bardotti di una canzone di Chico Buarque, A televisão. La canzone Il monumento è firmata testo e musica da Jannacci, ma una nota all'interno del disco segnala che il testo, antimilitarista, è tratto da un volantino trovato durante l'inaugurazione di un monumento; nella realtà, è invece tratto da una poesia di Bertolt Brecht (pubblicata tradotta in italiano nel settembre del 1965 nel numero 6 della rivista Nuovo Canzoniere Italiano, a pagina 32).
Quelli che..., costruita sulla falsariga della prima chanson di Jaques Prevert in Paroles, è introdotta da una breve riflessione che sintetizza un suo punto di vista riguardo alla televisione. Quelli che... dura invece quasi nove minuti: su di una base blues da manuale, accompagnata da un sassofono, e i periodi che iniziano tutti con le due parole del titolo (periodi tutti ellittici della proposizione principale), scorrono, senza un ordine preciso, vizi e costumi, luoghi comuni, contraddizioni e caratteristiche dell'uomo medio: ogni strofa si conclude con un intercalare "oh, yeah", a sottolinearne la vena ironica. La peculiarità del brano, in recitato e legato a filo doppio con il momento presente, permetterà a Jannacci di modificare di volta in volta buona parte del testo durante le sue esecuzioni e re-incisioni, adattandolo con il segno dei tempi.
L'album è stato ristampato su CD e pubblicato nel mese di dicembre 2011 grazie all'intervento di Paolo Jannacci e dell'etichetta Alabianca.
L'album è presente nella classifica dei 100 dischi italiani più belli di sempre secondo Rolling Stone Italia alla posizione numero 97.

## Tracce[2]
Edizioni musicali Impala/RCA (eccetto dove indicato).
1. La televisiun (testo: Enzo Jannacci)
2. Quelli che... (Enzo Jannacci)
3. El me indiriss (testo: Antonio Balducci – musica: Enzo Jannacci)
4. Il monumento (Enzo Jannacci)
5. Borsa valori (testo: Enzo Jannacci)
6. L'arcobaleno (testo: Aurelio Ponzoni e Renato Pozzetto – musica: Enzo Jannacci)
7. Vincenzina e la fabbrica (Enzo Jannacci; edizioni musicali Impala/Prima)
8. Dottore... (Enzo Jannacci)
9. Viva la galera (testo: Enzo Jannacci)
10. Il bonzo (testo: Aurelio Ponzoni e Dario Fo – musica: Dario Fo; edizioni musicali Impala/Supersonic)
11. Nove di sera (testo: Chico Buarque (originale), Sergio Bardotti (traduzione in italiano) – musica: Chico Buarque; edizioni musicali RCA)
12. Il karate (testo: Enzo Jannacci)
13. El marognero (Enzo Jannacci)
14. Il Kenia (testo: Enzo Jannacci)

## Formazione
- Enzo Jannacci – voce, tastiera
- Gigi Cappellotto – basso
- Tullio De Piscopo – batteria
- Sergio Farina – chitarra, tromba
- Nando De Luca – pianoforte in Quelli che...
- Bruno De Filippi – chitarra, cori, armonica, mandoloncello
- Pino Sacchetti – flauto, sax
- Silvia Annicchiarico – cori, voce in L'arcobaleno
- Paola Orlandi – cori, voce in L'arcobaleno

- Questo è l'unico disco, fra i tanti in cui ha suonato, dove Pino Sacchetti è citato con il nome completo, Giuseppe.

## Tributi
- Il titolo del programma televisivo Quelli che... il calcio deriva proprio dal titolo della canzone contenuta in questo album, alcune versioni della quale sono state usate come sigla in alcune edizioni.
- La stessa canzone, col testo opportunamente modificato, accompagna i titoli di apertura del film di Lina Wertmüller Pasqualino Settebellezze, di cui Jannacci ha composto l'intera colonna sonora.